# Xi'ans tunnelbana
Xi'ans tunnelbana (西安地铁; Xi'an dìtiě) är ett tunnelbanesystem i staden Xi'an i Shaanxi-provinsen i nordvästra Kina. Tunnelbanenätet har 2019  64 stationer fördelade på 3 linjer och är totalt 90,8 km lång. Tunnelbanenätet är under pågående expansion och 2021 planeras att 7 linjer ska vara i drift.
[uppföljning saknas]

## Historia
En tunnelbana i Xi'an har planeras sedan 1980-talet och 1994 skickades den första tunnelbaneplanen in till statsrådet och i februari 2004 skickades det omarbetade förslaget in till regeringen, som godkände planerna för tunnelbanan den 13 september 2006. Sexton dagar senare, den 29 september, inleddes konstruktionen av tunnelbanan när linje 2 började byggas. Linje 1 började byggas den 30 oktober 2008. Den 16 september 2011, ungefär fem år efter att planerna godkändes, öppnades till slut linje 2. Linje 1 invigdes två år senare, den 15 september 2013. Linje 3, som invigdes 8 november 2016, påbörjade sin konstruktion 2011.

## Framtida expansion
- Linje 4 förväntas vara färdigställd 2020 med 35,2 km[2]
- Linje 5 med 20,1 km räls och 13 stationer är planerad att vara i drift 2020.[3][uppföljning saknas]
- Linje 6 är planerad att trafikeras 2021 med 16 stationer och bli 19,8 km lång.[3][uppföljning saknas]
- Lintonglinjen med 15 stationer och 25,2 km bana planeras att vara färdigställd 2021.[3][uppföljning saknas]

2021 planeras det totala nätet att vara 243 km långt.[uppföljning saknas]

## Linjer
|         | Linje   | Sträcka                                   | Öppnad            | Längd   | Stationer |
| ------- | ------- | ----------------------------------------- | ----------------- | ------- | --------- |
|         | Linje 1 | Houweizhai ↔ Fangzhicheng                 | 15 september 2013 | 25,4 km | 19        |
|         | Linje 2 | Xi'an North Railway Station ↔ Weiqu South | 16 september 2011 | 26,4 km | 21        |
|         | Linje 3 | Yuhuazhai ↔ Baoshuiqu                     | 8 november 2016   | 39,1 km | 26        |
| Totalt: | Totalt: | Totalt:                                   | Totalt:           | 90,9 km | 66        |